# Žbandaj
 Žbandaj   (olaszul: Sbandati) falu Horvátországban Isztria megyében. Közigazgatásilag Porečhez tartozik.

## Fekvése
Az Isztriai-félsziget nyugati részén, Poreč központjától 8 km-re délkeletre, a 302-es számú Poreč–Baderna főút mentén fekszik. A vonzáskörzetébe tartozó települések: Buići, Filipini, Jehnići, Kadumi, Kirmenjak, Ladrovići, Mičetići, Mihelići, Montižana, Radmani, Radoši, Ružići és Veleniki, valamint Kaligari és Nadlun telepek.

## Története
Žbandaj tágabb vidéke már a történelem előtti időkben is lakott volt. Ezt bizonyítják az itt fellelhető bronzkori illír várhelyek. A római korban Parentium városának területéhez tartozott. A 16. században járványok és a háborúk következtében kipusztult lakosság helyére 1570-ben Juraj Filipin poreči várkapitány a Zárai-öbölben fekvő Zemunikról érkezett negyven családdal telepítette be, akiket a velencei hatóságok a török által veszélyeztetett, akkor még velencei fennhatóság alatt állt területről telepítettek ide. Az újonnan érkezettek megművelték a környező földeket, mely a település terjeszkedéséhez vezetett. Megváltozott a mezőgazdaság szerkezete is, mivel ezt követően az állattartás egyenrangúvá vált a földműveléssel. A helyi közösség vezetését a zsupán látta el. Első ismert zsupánja az 1607-ben említett Šime Filipin volt. A lakosság további gyarapodása a következő évtizedekben is folytatódott. 1622 után újabb jelentős betelepülési hullám érkezett Dalmácia, Montenegró, Bosznia, Albánia, Friuli, Treviso és a görög Kréta területeiről.
A falunak 1857-ben 618, 1910-ben 227 lakosa volt. Az első világháború után a rapallói szerződés értelmében Isztria az Olasz Királysághoz került. 1943-ban az olasz kapitulációt követően német megszállás alá került, mely 1945-ig tartott. A második világháború után a párizsi békeszerződés értelmében Jugoszlávia része lett. Jugoszlávia felbomlása után 1991-ben a független Horvátország része lett. 2011-ben 415 lakosa volt. Lakói a közeli Porečen dolgoznak, valamint mezőgazdasággal, turizmussal, vendéglátással foglalkoznak.

## Nevezetességei
Szent János és Szent Pál apostolok tiszteletére szentelt plébániatemploma 1595-ben épült a korábbi templom helyén. Háromhajós épület, melynek homlokzata felett emelkedik a 25 méter magas, alul négyszögű, felső részén nyolcszögű harangtorony. Három oltára közül a főoltáron a Szűzanya és a két védőszent ábrázolása látható. A mellékoltárok Szűz Mária és Páduai Szent Antal tiszteletére vannak szentelve. Keresztelőmedencéje a bevésett felirat szerint 1688-ból való.

## Lakosság
| Lakosság változása | Lakosság változása | Lakosság változása | Lakosság változása | Lakosság változása | Lakosság változása | Lakosság változása | Lakosság változása | Lakosság változása | Lakosság változása | Lakosság változása | Lakosság változása | Lakosság változása | Lakosság változása | Lakosság változása | Lakosság változása |
| ------------------ | ------------------ | ------------------ | ------------------ | ------------------ | ------------------ | ------------------ | ------------------ | ------------------ | ------------------ | ------------------ | ------------------ | ------------------ | ------------------ | ------------------ | ------------------ |
| 1857               | 1869               | 1880               | 1890               | 1900               | 1910               | 1921               | 1931               | 1948               | 1953               | 1961               | 1971               | 1981               | 1991               | 2001               | 2011               |
| 618                | 680                | 157                | 154                | 157                | 227                | 1521               | 1349               | 208                | 182                | 181                | 148                | 148                | 188                | 296                | 415                |